# 田間宮村
田間宮村（たまみやむら）は、埼玉県北足立郡にあった村。現在の鴻巣市北西部にあたる。1954年（昭和29年）に鴻巣町・箕田村・馬室村・笠原村と合併して鴻巣町となり消滅した。

## 地理
- 河川 - 荒川

### 隣接していた自治体
（括弧内は現在の自治体）
- 北足立郡
  - 鴻巣町（鴻巣市）
  - 馬室村（鴻巣市）
  - 箕田村（鴻巣市）
  - 小谷村（鴻巣市）
- 比企郡
  - 北吉見村（吉見町）

## 歴史
- 1889年（明治22年）4月1日 - 町村制施行に伴い、糠田村・宮前村・登戸村・北中野村・大間村が合併し発足。
- 1954年（昭和29年）
  - 7月1日 - 鴻巣町・箕田村・馬室村・北埼玉郡笠原村と合併し、改めて鴻巣町が発足。同日田間宮村廃止。
  - 9月30日 - 鴻巣町が北足立郡常光村を編入して市制施行、鴻巣市となる。